# Jon Montgomery
Jonathan Riley "Jon" Montgomery (ur. 6 maja 1979 w Russell) – kanadyjski skeletonista, mistrz olimpijski i trzykrotny medalista mistrzostw świata.

## Kariera
Pierwszy sukces w karierze osiągnął 30 listopada 2006 roku w Calgary, kiedy zajął trzecie miejsce w zawodach Pucharu Świata. W zawodach tych wyprzedzili go jedynie jego rodak, Jeff Pain oraz Rosjanin Aleksandr Trietjakow. W klasyfikacji generalnej sezonu 2006/2007 zajął ostatecznie szóste miejsce. Pierwsze zwycięstwo w tym cyklu odniósł 17 stycznia 2008 roku w Cesana Torinese, gdzie pokonał dwóch Brytyjczyków: Anthony'ego Sawyera i Adama Pengilly'ego. W klasyfikacji generalnej sezonu 2007/2008 był ostatecznie drugi, ulegając tylko kolejnemu reprezentantowi Wielkiej Brytanii - Kristanowi Bromleyowi. W 2008 roku wystąpił także na mistrzostwach świata w Altenbergu, gdzie zdobył srebrny medal. Rozdzielił tam na podium Bromleya oraz Niemca Franka Rommela. Na tych samych mistrzostwach wspólnie z kolegami i koleżankami z reprezentacji zdobył kolejny srebrny medal.
W 2010 roku wystartował na igrzyskach olimpijskich w Vancouver, gdzie wywalczył złoty medal. Kanadyjczyk wyprzedził tam Łotysza Martinsa Dukursa oraz Aleksandra Trietjakowa. Był to jedyny start olimpijski Montgomery'ego. Ostatni medal wywalczył podczas mistrzostw świata w Königssee w 2011 roku, gdzie zajął drugie miejsce w zawodach drużynowych.

## Osiągnięcia
- Igrzyska olimpijskie
  - 2010 –
- Mistrzostwa świata
  - 2008 – srebro indywidualnie i drużynowo
  - 2011 – brąz drużynowo
- Puchar Świata
  - 2007/2008 – 2.